# Saint-Paul-de-Fourques
Saint-Paul-de-Fourques ist eine französische Gemeinde mit 268 Einwohnern (Stand 1. Januar 2022) im Département Eure in der Region Normandie.

## Geografie
Saint-Paul-de-Fourques liegt im Roumois, 56 Kilometer südwestlich von Le Havre. Nachbargemeinden von Saint-Paul-de-Fourques sind Bosrobert im Westen, Saint-Éloi-de-Fourques im Norden, Le Bosc du Theil im Nordosten, La Neuville-du-Bosc im Südosten und La Haye-de-Calleville im Süden. Das Gemeindegebiet umfasst 403 Hektar, die mittlere Höhe beträgt 114 Meter über dem Meeresspiegel, die Mairie steht auf einer Höhe von 142 Metern. Der Weiler Le Glatiney gehört zur Gemeinde.
In Saint-Paul-de-Fourques besteht die Gefahr, dass Marnières, alte Mergelgruben, einen Erdrutsch verursachen. Die 1,5 bis 2 Meter breiten und viele Meter tiefen Löcher können zum Beispiel nach starkem Regen entstehen, es sind Öffnungen der Zugangsschächte, deren Schuttfüllung in die Seitengänge geschwemmt wurde. Die Decken der Abbauschächte können ebenfalls einstürzen, was breitere Löcher entstehen lässt. Im ganzen Département Eure gibt es etwa 16.000 dieser Mergelgruben. Auf dem Gemeindegebiet, besonders bei Le Glatiney, gibt es mehrere Marnières. Durch starke Regenfälle gab es 1988 und vom Dezember 1999 bis Januar 2000 Probleme mit Überschwemmungen und Erdrutschen.
Saint-Paul-de-Fourques ist einer Klimazone des Typs Cfb (nach Köppen und Geiger) zugeordnet: Warmgemäßigtes Regenklima (C), vollfeucht (f), wärmster Monat unter 22 °C, mindestens vier Monate über 10 °C (b). Es herrscht Seeklima mit gemäßigtem Sommer.

## Geschichte
Ursprünglich war Fourques eine große Ortschaft, die in zwei Orte aufgeteilt wurde, Saint-Éloi-de-Fourques und Saint-Paul-de-Fourques. Ordericus Vitalis (1075–1142) erwähnte in seiner Historia Ecclesiastica den Hauptort Fourques als Furcas (Gabel, Heugabel, Gabelung). Zur Gründung der Abtei Le Bec im 11. Jahrhundert schenkte die Familie Croc der Abtei alles, was sie in Fourques besaß. Zu Beginn des 13. Jahrhunderts schenkte Guillaume de Fourques der Abtei Le Bec Ländereien und Geld. Die Pfarrkirche Saint-Paul gehörte ebenfalls der Abtei Le Bec. Am 10. August 1253 übergab Roger, der Pfarrer von Saint-Paul-de-Fourques, die Pfarrei an Eudes Rigaud (um 1200–1275), der sich damals in der Abtei Le Bec befand. Henri de Saint-Léger, der Abt Le Bec, übergab die Ortschaft an Robert Le Gregy, der sie später Robert I. de Clairbec, dem Nachfolger von Henri de Saint-Léger, zurückgab. 1692 unterhielt die Pfarrei eine Jungenschule in Saint-Paul-de-Fourques. Die Abtei blieb bis zur Französischen Revolution im Besitz der Seigneurie der Ortschaft.
1793 erhielt Saint-Paul-de-Fourques im Zuge der Französischen Revolution den Status einer Gemeinde (als Saint Paul de Fourques) und 1801 das Recht auf kommunale Selbstverwaltung (als Saint-Paul-de-Fourques).
| Jahr      | 1793 | 1841 | 1846 | 1872 | 1891 | 1921 | 1975 | 1982 | 1990 | 2006 | 2017 |
| --------- | ---- | ---- | ---- | ---- | ---- | ---- | ---- | ---- | ---- | ---- | ---- |
| Einwohner | 408  | 429  | 429  | 326  | 236  | 105  | 108  | 114  | 156  | 203  | 294  |

Am meisten Einwohner hatte Saint-Paul-de-Fourques 1841 und 1846, danach sank die Einwohnerzahl, bis sie 1921 ihr Minimum erreichte. Seit 1975 steigt die Einwohnerzahl wieder.

## Sehenswürdigkeiten

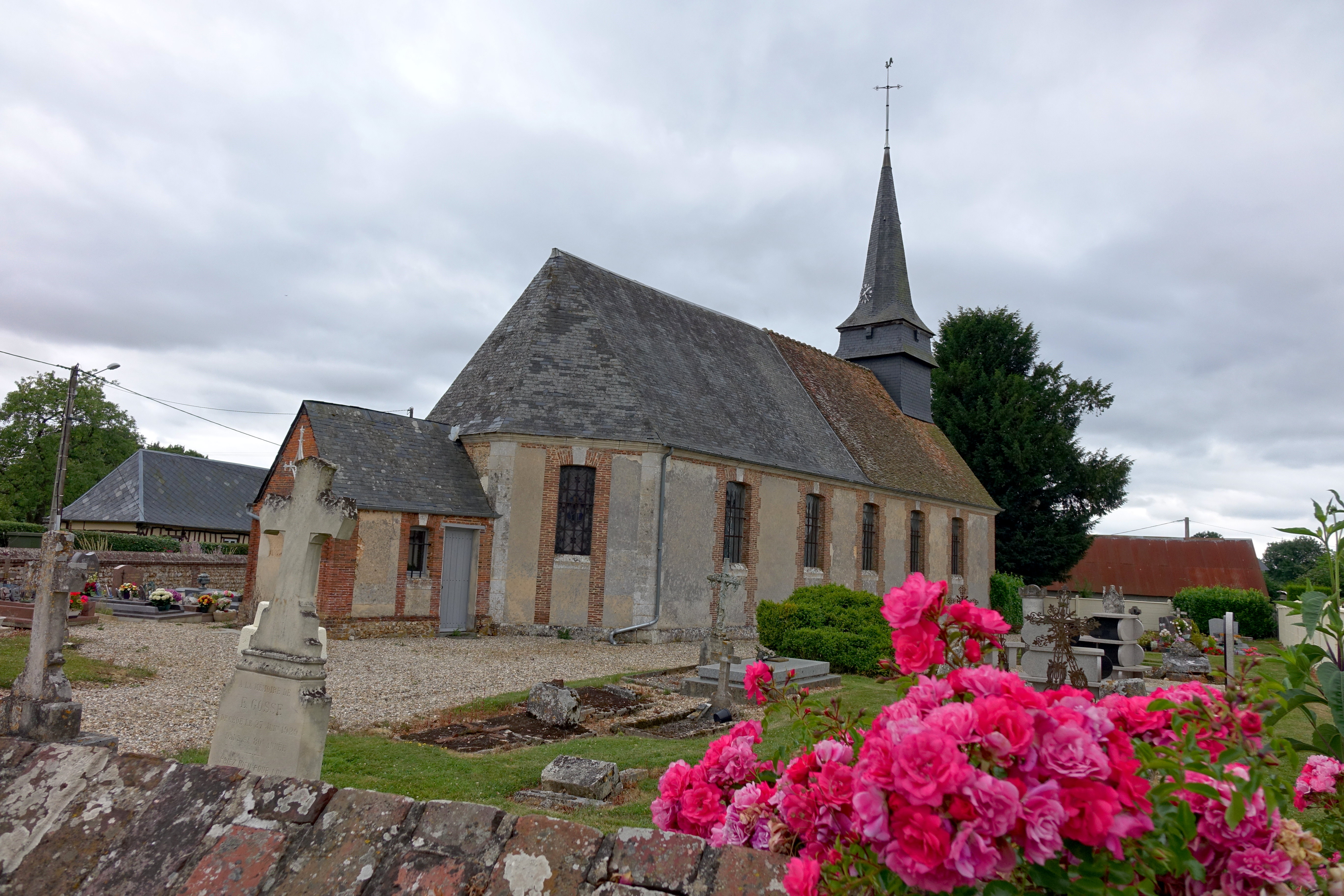
Kirche Saint-Paul

Die romanische Kirche Saint-Paul stammt aus dem 12. Jahrhundert und ist Paulus von Tarsus geweiht. Sie wurde im Laufe der Jahrhunderte nur geringfügig verändert. In ihrem Inneren befinden sich viele Gedenktafeln.

## Wirtschaft und Infrastruktur
Das Bild der Gemeinde ist von Wald und Äckern geprägt. Es gibt eine Landwirtschaftsgenossenschaft vor Ort. Auf dem Gemeindegebiet gelten kontrollierte Herkunftsbezeichnungen (AOC) für Calvados und Pommeau (Pommeau de Normandie) sowie geschützte geographische Angaben (IGP) für Schweinefleisch (Porc de Normandie), Geflügel (Volailles de Normandie) und Cidre (Cidre de Normandie und Cidre normand).
Der nächste Bahnhof steht im 7 Kilometer entfernten Kantonshauptort Brionne.